# Устни
Устни (на латински: labia oris) са кожно-мускулни образувания разположени на входа на устната кухина. Съставени са от горна (labium superius) и долна (labium inferius) част. Те представляват видимата част на устата на човека и повечето животни. Устните са меки и подвижни и служат за отваряне към храносмилателната система при приема на храна, като ерогенен орган при целуване и други актове на интимност, като осезаемо-сетивен орган, както и в артикулацията на речта.

## Анатомично устройство
Отвън видимата част на устните е покрита с кожа, която постепенно преминава в лигавица обвиваща вътрешната им част и преминаваща към венците. В строежа на устните се различават три съставни части:
- кожна (pars cutanea) – притежава същинския строеж на кожата. Покрита е от многослоен плосък вроговен епител, има мастни и потни жлези, има и косми. Под носа се образува улей т.нар. медианна бразда (на латински: philtrum).
- междинна (pars intermedia) – участък с розов цвят, притежаващ тънък и прозрачен рогов слой. Това е мястото където кожата постепенно преминава в лигавица. Мястото изобилства от кръвоносни съдове, които индиректно придават червения цвят на устните.
- лигавична (pars mucosa) – покрива задната част на устните. Покрита е с многослоен плосък невроговен епител. Тук се отварят малки устни слюнчени жлезички. В средата на двете части на устните се образува връзка с венеца наречено юздичка, съответно горна и долна.

## Антропологично отношение
В антропологично отношение устните се различават по дебелина, контур, ширина на отваряне на устата. По ширината на устните те са разделени на тънки, средни, дебели, изпъкнали и др. Най-дебели са устните на негроидната раса. Най-тънки устни притежават някои хора в Северна Европа и Азия. Горната устна може да притежава различна по форма медианна бразда – вдлъбната, изпъкнала. Последното е особено характерно за пигмеите от Централна Африка. Височината и профилът на горната устна, дебелите устни и широката уста също варират в зависимост от възрастта и пола. С възрастта намалява дебелината на устните (след 25 години), увеличава се височината на горната устна и ширината на устата.

## Устните при животните
- Говеда – дебели, къси и слабо подвижти
- Овце – дълги, силно подвижни, с дълбока медианна бразда.
- Свине – дълги, груби, слабо подвижни.
- Коне – дебели, подвижни, чувствителни, покрити от нежна кожа.
- Котки – горната устна е малка и слабо изразена.